# Claes Thelander

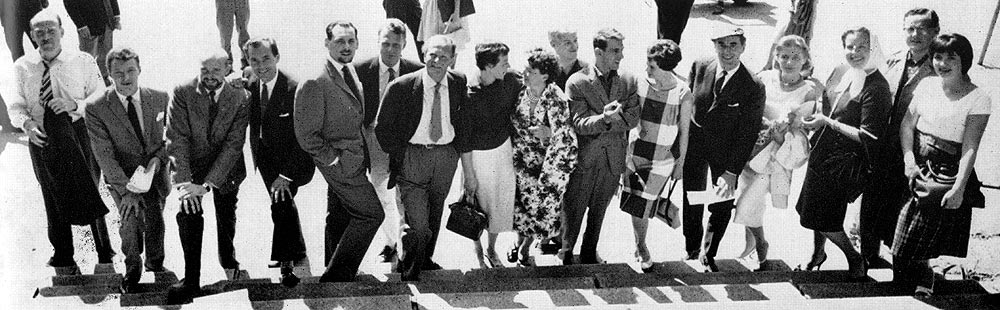
Thelander (femte från höger) tillsammans med TV-teaterensemblen säsongen 1960/1961.

Claes Fredrik Vilhelm Thelander, född 14 januari 1916 i Helsingborg, död 12 december 1999 i Bromma, var en svensk skådespelare. Han började sin karriär på teatern och spelade i filmroller, och en del tv-roller, från 1938 till 1993.

## Filmografi i urval
- 1938 – Julia jubilerar
- 1942 – Vårat gäng
- 1942 – Ta hand om Ulla
- 1943 – En melodi om våren
- 1944 – En dotter född
- 1944 – När seklet var ungt
- 1944 – Mitt folk är icke ditt
- 1953 – Vi tre debutera
- 1954 – Herr Arnes penningar
- 1955 – Enhörningen
- 1956 – 7 vackra flickor
- 1957 – Prästen i Uddarbo
- 1957 – Gäst i eget hus
- 1958 – Lek på regnbågen
- 1958 – Bock i örtagård
- 1960 – De sista stegen
- 1960 – Domaren
- 1961 – Swedenhielms (TV-pjäs)
- 1962 – Halsduken (TV-serie)
- 1963 – Mordvapen till salu
- 1965 – Farlig kurs (TV-serie)
- 1969 – Ni ljuger
- 1970 – Reservatet
- 1972 – Swedish Wildcats
- 1972–1973 – Ett resande teatersällskap (TV-serie)
- 1981 – Varning för Jönssonligan
- 1989 – Den lilla sjöjungfrun (röst)
- 1990 – Smash (TV-serie)
- 1993 – Chefen fru Ingeborg

## Teater

### Roller (ej komplett)
| År   | Roll                                           | Produktion | Regi                 | Teater                                  |
| ---- | ---------------------------------------------- | --- | -------------------- | --------------------------------------- |
| 1936 | Väktaren                                       | En dotter av Kina (Lady Precious Stream) Hsiung Shih-i                                                                | Johan Falck          | Blancheteatern                          |
| 1937 | En soldat                                      | Kunglighet (The Queen's Husband) Robert E. Sherwood                                                                   | Harry Roeck-Hansen   | Blancheteatern                          |
| 1937 | Paulicek                                       | Världens lyckligaste människa Miklós László                                                                           | Yngve Nordwall       | Helsingborgs stadsteater                |
| 1937 | Marskalkens adjutant Patient                   | Lavinen (Bílá nemoc) Karel Čapek                                                                                      | Rudolf Wendbladh     | Helsingborgs stadsteater                |
| 1938 | Dudley                                         | Hjärtligt välkomna! (George and Margaret) Gerald Savory                                                               | Rudolf Wendbladh     | Helsingborgs stadsteater                |
| 1938 | Adjuntanten                                    | Carl XII August Strindberg                                                                                            | Rudolf Wendbladh     | Helsingborgs stadsteater                |
| 1938 | Bernard Gassin                                 | Lyckliga tid! (Les Jours heureux) Claude-André Puget                                                                  | Rudolf Wendbladh     | Helsingborgs stadsteater                |
| 1938 | Tom                                            | Trions bröllop Sigfrid Siwertz                                                                                        | Yngve Nordwall       | Helsingborgs stadsteater                |
| 1939 | Georg                                          | Med strömmen (Lidé na kře) Vilém Werner                                                                               | Rudolf Wendbladh     | Helsingborgs stadsteater                |
| 1939 | En tjänsteman                                  | N:o 72 (Dvaasedmdesátka) František Langer                                                                             | Rudolf Wendbladh     | Helsingborgs stadsteater                |
| 1942 | Rudd Kendall                                   | Väninnor (Old acquaintance) John Van Druten                                                                           | Harry Roeck-Hansen   | Blancheteatern                          |
| 1943 | Tjuven                                         | Rus Rudolf Värnlund                                                                                                   | Per Lindberg         | Blancheteatern                          |
| 1943 | Löjtnant Tonder                                | Månen har gått ned (The moon is down) John Steinbeck                                                                  | Harry Roeck-Hansen   | Blancheteatern/ Oscarsteatern           |
| 1943 | René Chanry                                    | Jag är sjutton år (J'ai dix-sept ans) Paul Vandenberghe                                                               | Harry Roeck-Hansen   | Blancheteatern                          |
| 1943 | Leo                                            | De små rävarna (The little foxes) Lillian Hellman                                                                     | Harry Roeck-Hansen   | Blancheteatern                          |
| 1944 | Trofimov                                       | Körsbärsträdgården (Вишнёвый сад, Visjnjovyj sad ) Anton Tjechov                                                      | Harry Roeck-Hansen   | Blancheteatern                          |
| 1944 | Charles Nathan                                 | Med clippern västerut (Flight to the west) Elmer Rice                                                                 | Helge Hagerman       | Blancheteatern                          |
| 1944 | Joe Fisk                                       | Det evigt manliga (The animal kingdom) Philip Barry                                                                   | Harry Roeck-Hansen   | Blancheteatern                          |
| 1944 | Ruel                                           | Den obetvingade segern (The wingless victory) Maxwell Anderson                                                        | Sam Besekow          | Blancheteatern                          |
| 1944 | Wrigley                                        | Cocktails (Tell me the truth) Leslie Howard                                                                           | Rudolf Wendbladh     | Blancheteatern                          |
| 1945 | Lane                                           | Bunbury (The Importance of Being Earnest) Oscar Wilde                                                                 | Harry Roeck-Hansen   | Blancheteatern                          |
| 1946 | Osvald Alving                                  | Gengångare (Gengangere) Henrik Ibsen                                                                                  | Harry Roeck-Hansen   | Blancheteatern                          |
| 1946 | Willis Reynolds                                | Pat regerar (Junior Miss) Jerome Chodorov och Joseph Fields                                                           | Håkan Westergren     | Blancheteatern                          |
| 1947 | Oleg                                           | Dagen slutar tidigt Ingmar Bergman                                                                                    | Ingmar Bergman       | Göteborgs stadsteater                   |
| 1947 | Hastings                                       | Magi (Magic) Gilbert Keith Chesterton                                                                                 | Ingmar Bergman       | Göteborgs stadsteater                   |
| 1948 | Rosse                                          | Macbeth William Shakespeare                                                                                           | Ingmar Bergman       | Göteborgs stadsteater                   |
| 1949 | Florent                                        | En vildfågel (La Sauvage ) Jean Anouilh                                                                               | Ingmar Bergman       | Göteborgs stadsteater                   |
| 1950 | Miguelín el Padrones                           | Guds ord på landet Ramón del Valle-Inclán                                                                             | Ingmar Bergman       | Göteborgs stadsteater                   |
| 1951 | Willie Oban, f.d. juris studerande vid Harvard | Si, iskarlen kommer! (The Iceman Cometh) Eugene O'Neill                                                               | Stig Torsslow        | Göteborgs stadsteater, 9 februari 1951  |
| 1951 | Professor Charles Jensen                       | Det kommer ett skepp Samson Raphaelson                                                                                | Helge Wahlgren       | Göteborgs stadsteater, 24 november 1951 |
| 1952 | Demetrius                                      | En midsommarnattsdröm (A Midsummer Night's Dream) William Shakespeare                                                 | Knut Ström           | Göteborgs stadsteater, 8 februari 1952  |
| 1952 | Egas Coelho                                    | Den döda drottningen (La Reine morte) Henry de Montherlant                                                            | Bengt Ekerot         | Göteborgs stadsteater, 21 mars 1952     |
| 1952 | Jacques Miremont                               | Den eviga kärleken (Une femme libre) Armand Salacrou                                                                  | Per Gerhard          | Vasateatern                             |
| 1952 | Georges Jacquet                                | Pappa, mamma, barn (Lorsque l'enfant paraît) André Roussin                                                            | Per Gerhard          | Vasateatern                             |
| 1952 | Angelo Farinacci                               | I kväll i Samarkand (Ce soir à Samarkand) Jacques Deval                                                               | Per Gerhard          | Vasateatern                             |
| 1953 | Sergius Saranoff                               | Hjältar (Arms and the Man) George Bernard Shaw                                                                        | Per Gerhard          | Vasateatern                             |
| 1953 | Medverkande                                    | Grattis, grattis, revy                                                                                                | Egon Larsson         | Folkan                                  |
| 1953 | George Henderson                               | Hustruleken (Affairs of State) Louis Verneuil                                                                         | Gösta Cederlund      | Vasateatern                             |
| 1953 | Sedley                                         | Dårskapens timme (L'ora della fantasia) Anna Bonacci                                                                  | Per Gerhard          | Vasateatern                             |
| 1954 | Kapten Fisby                                   | Thehuset Augustimånen (The Teahouse of the August Moon) John Patrick                                                  | Sandro Malmquist     | Riksteatern                             |
| 1955 | Dr. Gibbs                                      | Vår lilla stad (Our Town) Thornton Wilder                                                                             | Per-Axel Branner     | Nya Teatern                             |
| 1955 | Baron Tito Belcredi                            | Henrik IV (Enrico IV) Luigi Pirandello                                                                                | Per-Axel Branner     | Nya Teatern                             |
| 1955 | Evelyn Bathurst                                | Min fru på drift (This Was a Man) Noël Coward                                                                         | Frank Sundström      | Nya Teatern                             |
| 1955 | Bill Starbuck                                  | Regnmakaren (The Rainmaker) N. Richard Nash                                                                           | Frank Sundström      | Nya Teatern                             |
| 1955 | Simon Foster                                   | Simon och Laura (Simon and Laura) Alan Melville                                                                       | Per-Axel Branner     | Lisebergsteatern                        |
| 1955 | Simon Foster                                   | Simon och Laura (Simon and Laura) Alan Melville                                                                       | Per-Axel Branner     | Nya Teatern                             |
| 1956 | William Butler                                 | Alltsedan paradiset (Ever Since Paradise) J.B. Priestley                                                              | Per-Axel Branner     | Nya Teatern                             |
| 1957 | Redaktör Lanner                                | Domaren Vilhelm Moberg                                                                                                | Per-Axel Branner     | Intiman                                 |
| 1957 | Mamajev                                        | En skojares dagbok (На всякого мудреца довольно простоты, Na vsjakogo mudreca dovol’no prostoty) Aleksandr Ostrovskij | Josef Halfen         | Lilla Teatern                           |
| 1959 | Jerry Ryan                                     | Två på gungbrädet (Two for the Seesaw) William Gibson                                                                 |                      | Riksteatern                             |
| 1964 | Professorn Överkommissarien                    | Han hade två pistoler med svarta och vita ögon (Aveva due pistole con gli occhi bianchi e neri) Dario Fo              | Hans Dahlin          | Stockholms stadsteater                  |
| 1964 | Kungen                                         | Karusellen (The Apple Cart) George Bernard Shaw                                                                       | Georg Funkquist      | Stockholms stadsteater                  |
| 1969 | Kyrkoherden                                    | Familjen Tot (Tóték) István Örkény                                                                                    | Ernst Günther        | Stockholms stadsteater                  |
| 1970 | Maurice Bob Målaren Marcel                     | I hjärtat av Paris (Quatre pièces sur jardin) Pierre Barillet och Jean-Pierre Gredy                                   | Stig Ossian Ericsson | Lilla teatern                           |
| 1971 | Henry Baxter                                   | Skulle det dyka upp fler lik är det bara å ringa (Busybody) Jack Popplewell                                           | Stig Ossian Ericson  | Lilla teatern                           |
| 1973 | Basen                                          | Möss och människor (Of Mice and Men) John Steinbeck                                                                   | Stellan Olsson       | Helsingborgs stadsteater                |
| 1973 | Konsul Richard Abrahamson                      | Melodi på lergök Lars-Levi Læstadius                                                                                  | Lars-Levi Læstadius  | Helsingborgs stadsteater                |
| 1973 | Kung Magnus                                    | Karusellen (The Apple Cart) George Bernard Shaw                                                                       | Claes Sylwander      | Helsingborgs stadsteaterOutechova       |
| 1974 | Julien                                         | Kaktusblomman (Fleur de cactus) Pierre Barillet och Jean-Pierre Grédy                                                 | Claes Sylwander      | Helsingborgs stadsteater                |
| 1974 | Orgon                                          | Tartuffe (Tartuffe, ou l'Imposteur) Molière                                                                           | HansKarl Zeiser      | Helsingborgs stadsteater                |
| 1975 | Farbror Ben                                    | En handelsresandes död (Death of a Salesman) Arthur Miller                                                            | Claes Sylwander      | Helsingborgs stadsteater                |
| 1975 | Barney Cashman                                 | Den siste hete älskaren (Last of the Red Hot Lovers) Neil Simon                                                       | Claes Sylwander      | Helsingborgs stadsteater                |
| 1975 | Nat Miller                                     | Åh, ljuva ungdomstid (Ah, Wilderness) Eugene O'Neill                                                                  | Olle Johansson       | Helsingborgs stadsteater                |
| 1976 | Solveigs far Knappstöparen                     | Peer Gynt Henrik Ibsen                                                                                                | Claes Sylwander      | Helsingborgs stadsteater                |
| 1977 |                                                | Spanska flugan (Die spanische Fliege) Franz Arnold och Ernst Bach                                                     | Olle Johansson       | Helsingborgs stadsteater                |
| 1977 | Melin                                          | Chez nous Anders Ehnmark och Per Olov Enquist                                                                         | Hans Polster         | Helsingborgs stadsteater                |
| 1977 | Herr Peachum                                   | Tolvskillingsoperan (Die Dreigroschenoper) Bertolt Brecht och Kurt Weill                                              | Hans Polster         | Helsingborgs stadsteater                |
| 1978 | Tjetbutykin                                    | Tre systrar (Три сeстры, Tri sestry) Anton Tjechov                                                                    | Hans Polster         | Helsingborgs stadsteater                |
| 1978 | Brian                                          | I skuggan (The Shadow Box) Michael Cristofer                                                                          | Claes Sylwander      | Helsingborgs stadsteater                |
| 1978 | Leonida Papagallo                              | Caviar och spagetti (Caviale e lenticchie) Giulio Scarnicci och Renzo Tarabusi                                        | Egon Larsson         | Helsingborgs stadsteater                |
| 1980 | Cecil                                          | Kungsfiskaren (The Kingfisher) William Douglas-Home                                                                   | Hans Polster         | Helsingborgs stadsteater                |
| 1983 | Harpagon                                       | Den girige (L'Avare) Molière                                                                                          | Hans Polster         | Helsingborgs stadsteater                |

### Regi
| År   | Produktion                                                                        | Upphovsmän                                                                    | Teater                   |
| ---- | --------------------------------------------------------------------------------- | ----------------------------------------------------------------------------- | ------------------------ |
| 1955 | Tre Amerikaner: De nedtrampade petuniorna The case of the crushed petunias        | Tennessee Williams Översättning Barbro Thelander                              | Nya Teatern              |
| 1955 | Tre Amerikaner: En telefonsignal A Telephone Call                                 | Dorothy Parker Översättning Eva von Zweigbergk                                | Nya Teatern              |
| 1955 | Tre Amerikaner: Onyttingen The No’ Count Boy                                      | Paul Green Översättning Birgitta Hammar och Eva Tisell                        | Nya Teatern              |
| 1957 | I nattmössan, revy                                                                | Karl Gerhard                                                                  | Göteborg Stockholm       |
| 1973 | Dr Burkes egendomliga eftermiddag Podivné odpoledne dr. Zvonka Burkeho            | Ladislav Smoček Översättning Eva Lindekrantz och Carl-Edvard Nattsén          | Helsingborgs stadsteater |
| 1974 | Arvet från Ballygombeen The Ballygombeen bequest                                  | John Arden och Margaretta D'Arcy Översättning Lars Huldén och Claes Thelander | Helsingborgs stadsteater |
| 1975 | Sjung vackert om kärlek                                                           | Gottfried Grafström                                                           | Helsingborgs stadsteater |
| 1975 | Beteendelek                                                                       | Jan Bergquist                                                                 | Helsingborgs stadsteater |
| 1976 | Marknadsafton                                                                     | Vilhelm Moberg                                                                | Helsingborgs stadsteater |
| 1977 | En dörr skall vara öppen eller stängd Il faut qu'une porte soit ouverte ou fermée | Alfred de Musset Översättning Hjalmar Söderberg                               | Helsingborgs stadsteater |
| 1977 | Stolarna Les Chaises                                                              | Eugène Ionesco Översättning Ebbe Linde                                        | Helsingborgs stadsteater |
| 1977 | Ballerina                                                                         | Arne Skouen Översättning Kåre Santesson                                       | Helsingborgs stadsteater |

## Radioteater

### Roller
| År   | Roll                          | Produktion                                        | Regi        |
| ---- | ----------------------------- | ------------------------------------------------- | ----------- |
| 1945 | Arthur Johnson                | Blotta misstanken Karl Ragnar Gierow              | Alf Sjöberg |
| 1953 | Civilingenjör Kristian Ekberg | Hillmans detektivbyrå: Vattengraven Folke Mellvig | Lars Madsén |